# Сёстры Макдональд
Сёстры Алиса, Джорджиана, Агнес и Луиза Макдональд — дочери английского священника-методиста Джорджа Брауна Макдональда (1805—1868) и Ханны Джонс (1809—1875), которые прославились своими браками с видными деятелями викторианской эпохи.
В семье Макдональдов было 7 дочерей и 4 сына:
- Мэри (1834—1836), умерла в раннем детстве.
- Генри (1836—1891), именно он познакомил младших сестёр (Джорджиану и Агнес) с богемной средой.
- Алиса (1837—1910) вышла замуж за книжного иллюстратора Джона Локвуда Киплинга и была матерью писателя Редьярда Киплинга.
- Кэролайн (1838—1854).
- Джорджиана (1840—1920) вышла замуж за художника-прерафаэлита Эдварда Бёрн-Джонса.
- Фредерик Уильям (1842—1928).
- Агнесса (1843—1906) вышла замуж за художника Эдварда Пойнтера, впоследствии приобретшего известность и спустя 30 лет ставшего президентом Королевской Академии художеств.
- Луиза (1845—1925) вышла замуж за владельца металлургических предприятий Альфреда Болдуина. Писала романы, рассказы и стихи, которые публиковала под именем «миссис Альфред Болдуин»[2][3][4]. Она была матерью премьер-министра Стэнли Болдуина и бабушкой Оливера Болдуина.
- Уолтер (1847—1847).
- незамужняя Эдит (1848—1937), жила в родительском доме до смерти матери.
- Герберт (1850—1851).[5]